# Ulama (Stadtstaat)

Zentralanatolien während der kārum-Zeit

Ulama war eine Stadt und ein Königreich in Anatolien, das um 1900 v. Chr. blühte. Das Königreich ist vor allem von Texten aus Kültepe bekannt, wo der Staat als Gegenspieler der Staaten Šalatuwa, Wahšušand und Purušḫanda erscheint. Die Texte erwähnen militärische Auseinandersetzungen, doch fällt es schwer, ein klares Bild von den Ereignissen zu gewinnen.  Ulama mag mit dem Ausgrabungsort Acemhöyük identisch sein.